# ردود الفعل على وثائق بنما
تستعرض هذه المقالة بعض ردود الأفعال والاستجابات من البلدان والهيئات الرسمية بخصوص تسريب وثائق قانونية تتعلق بملاذات الضرائب الخارجية من شركة المحاماة موساك فونسيكا، والمعروفة بوثائق بنما.

## ردود الأفعال الحكومية والتحقيقات

### الأرجنتين

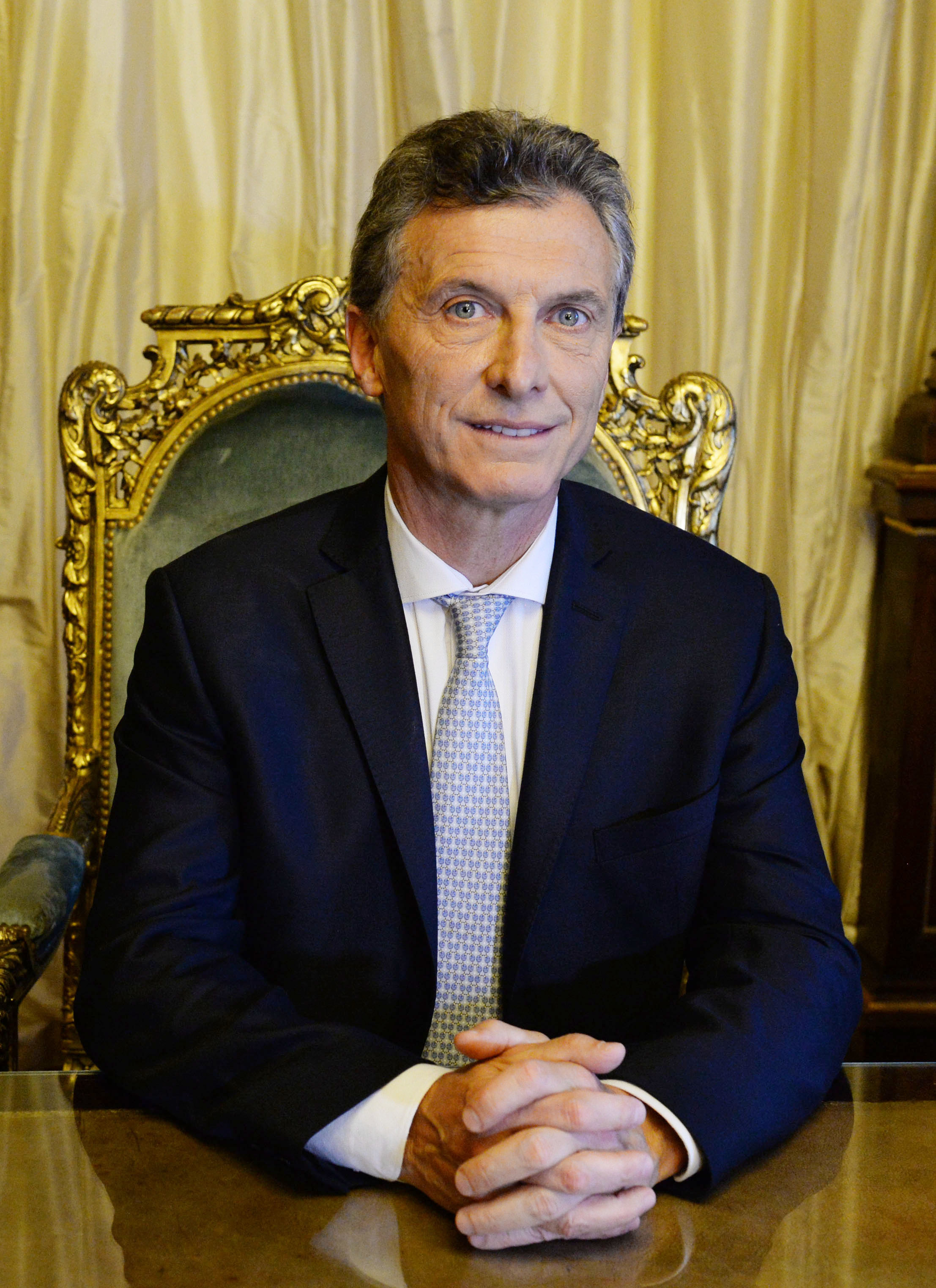
الرئيس الأرجنتيني ماوريسيو ماكري

تم إدراج الرئيس الأرجنتيني ماوريسيو ماكري كمدير لشركة تجارية مقرها جزر البهاما لم يكشف عنها خلال فترة توليه منصب عمدة بوينس آيرس؛ ولا يزال غير واضح ما إذا كان من المطلوب حينها الكشف عن المناصب الإدارية غير المالية بموجب القانون الأرجنتيني.
في 7 أبريل 2016، بدأ المدعي العام فيدريرو دلغادو تحقيقًا رسميًا في تورط ماكري مع شركة فليغ ترييدينغ، الشركة المسجلة في بنما التي كان الرئيس ماكري مُدرجًا كمدير لها. طلب القاضي سيباستيان كاسانيلو بدء التحقيق. وقدم النائب عن نيوكوين داريو مارتينيز العريضة الأولية. يدعي مارتينيز أن ماكري قد يكون مذنبًا بتهمة شهادة الزور بسبب الإغفالات في بيانه الرسمي. كما أشار مارتينيز إلى شركة اخرى خارجية الحدود، كاجيموشا إس. إيه (المعروفة باسم فيلم أكيرا كوروساوا كاجيموشا)، التي تم تأسيسها في عام 1981 وارتبط بها الرئيس ماكري أيضًا.
في 20 سبتمبر 2017، قرر القاضي المدني أندريس فراجا أنه في شركة فليغ ترييدينغ في جزر البهاما، قبل ماكري فقط منصب المدير الذي تم تعيينه له بهدف وحيد هو تعيين بديل ثم الاستقالة، وأنه في كاجيموشا لم يقبل حتى المنصب الذي تم تعيينه له من قبل فرانسيسكو ماكري. وأضاف ايضا أن ماكري لم يتلق أي أرباح أو عوائد، ولم يشارك في القرارات التجارية أو في أي أعمال، ولم يكن مالكًا أو شريكًا في أي حساب مصرفي للشركات.
أعلنت عائلة لاعب كرة القدم الأرجنتيني ليونيل ميسي أنهم سيتقدمون بشكوى بعد التقارير التي اتهمته بتشكيل شبكة لتهريب الضرائب في بنما. ونفت العائلة أن يكون ميسي قد تورط في هذا الأمر ووصفت الاتهامات بأنها افتراء. وقالوا إن الشركة التي تم الإشارة إليها في وثائق بنما كانت غير نشطة وأن ميسي قد أعلن عن جميع الدخل من حق الشخصية قبل وبعد الإجراءات مع وكالة الضرائب الأرجنتينية.

### أرمينيا
في 4 أبريل 2016، أفادت Hetq Online أن وفقًا لوثائق بنما، كان اللواء ميهران بوغوصيان، رئيس خدمة التنفيذ الإجباري في أرمينيا، مرتبطًا بثلاث شركات مسجلة في بنما (Sigtem Real Estates Inc. و Hopkinten Trading Inc. و Bangio Invest S.A. ، وكان هو المالك الوحيد لـ Sigtem و Hopkinten). وفي 8 أبريل، تقدمت منظمة الشفافية الدولية لمكافحة الفساد في أرمينيا بطلب إلى لجنة الأخلاقيات للمسؤولين رفيعي المستوى، طالبةً فتح تحقيق في بوغوصيان. تم أيضًا ذكر أفراد من عائلات أعمام بوغوصيان، غريغور وميخائيل هاروتيونيان، في اتصال مع أعماله.

### أستراليا
في 2016، أعلن مكتب الضرائب الأسترالي أنه يحقق في 800 دافع ضرائب أسترالي مدرجين في قائمة عملاء موساك فونسيكا وأن بعض القضايا قد تتم إحالتها إلى فريق المهام الخاصة بمكافحة الجرائم المالية في البلاد.

### أذربيجان

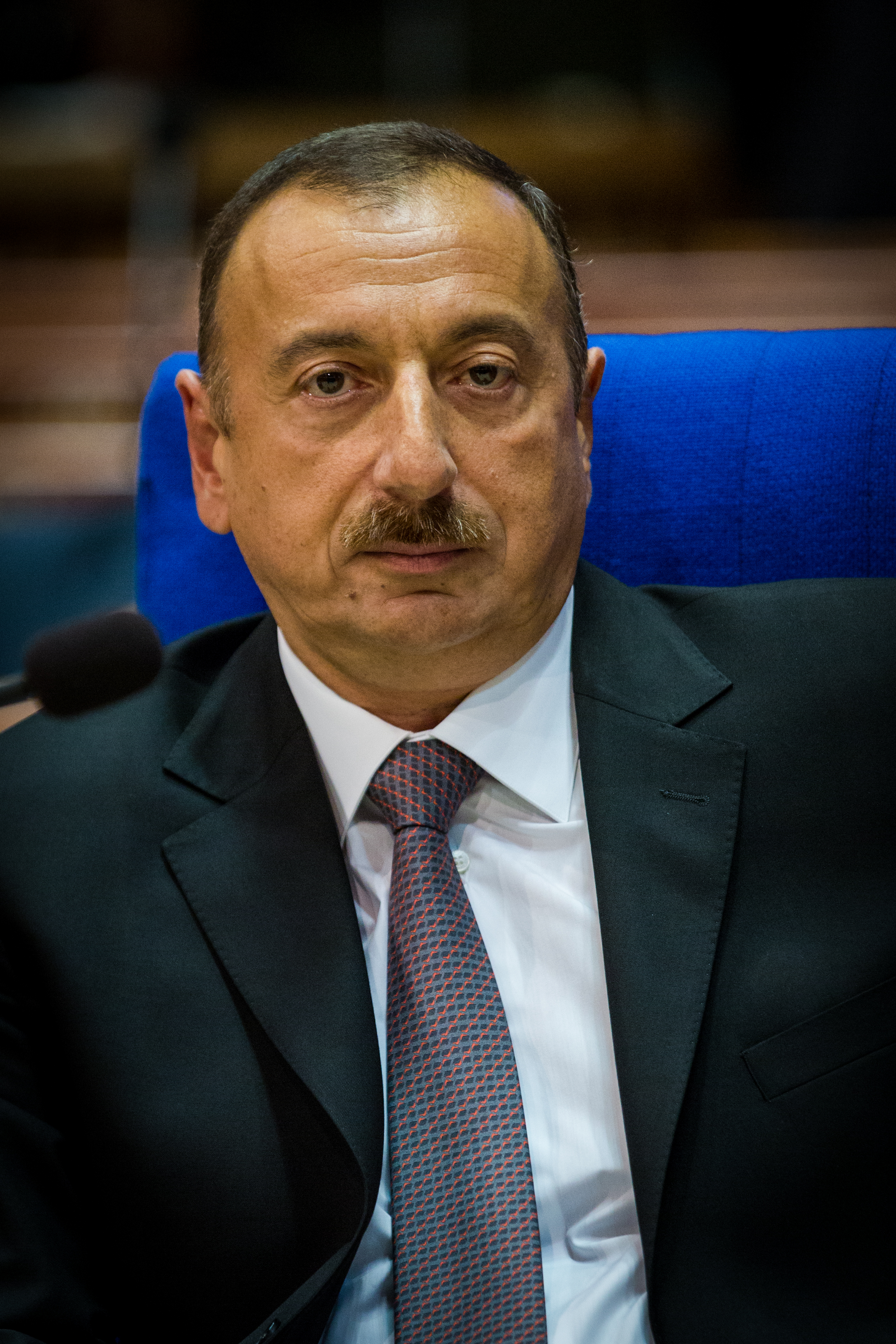
رئيس أذربيجان إلهام علييف

لم يرد رئيس أذربيجان إلهام علييف على طلبات التعليق المتكررة.
ووفقًا لموقع ICIJ، "تتمتع عائلة رئيس أذربيجان إلهام علييف بحياة مليئة بالسحر والتألق، وذلك بفضل المصالح المالية في كل قطاع من قطاعات الاقتصاد تقريبًا. ... [ابنة علييف] أرزو، تمتلك حصصًا مالية في شركة فازت بحقوق التنقيب عن الذهب في قرية شوفدار الغربية وفي شركة أذرفون، أكبر شركة هواتف محمولة في البلاد. أرزو هي أيضًا مساهمة كبيرة في شركة SW Holding، التي تتحكم في جميع العمليات المتعلقة بشركة الخطوط الجوية الأذربيجانية ("آزال")، من الوجبات إلى سيارات الأجرة في المطار. تمتلك كل من الأختين والأخ حيدر ممتلكات في دبي تقدر بحوالي 75 مليون دولار في عام 2010؛ حيدر هو المالك القانوني لتسع قلاع فاخرة في دبي تم شراؤها مقابل حوالي 44 مليون دولار."

### بنغلاديش
وفقًا للعديد من وسائل الإعلام، تم إدراج اثنين من التكتلات وثلاثين من المساهمين البنغاليين في القائمة. من بين كبار رجال الأعمال الذين تم ذكرهم عزيز خان، موهيدين، وسامسون إتش. شودهري. ويقال إن عضو المكتب السياسي في حزب عوامي قاضي ظفر الله وزوجته نيلافار ظفر هما أيضًا في القائمة.
في 7 أبريل 2016، بدأ مفوضية مكافحة الفساد في بنغلاديش تحقيقًا للحصول على تفاصيل الأعمال والأفراد، وقالت إن المتورطين في التهرب الضريبي سيُحاكمون ويعاقبون.

### البرازيل
تم ذكر سياسيين من البرازيل كعملاء لشركة مقرها بنما في تسريب بيانات ضخم يتعلق بالتهرب الضريبي. تضمنت الملفات المسرَّبة سياسيين من أكبر حزب في البرازيل حزب الحركة الديمقراطية البرازيلية، الذي انفصل عن تحالف الرئيسة ديلما روسيف في عام 2016. كما تم ذكر شخصيات سياسية من الحزب الديمقراطي الاجتماعي البرازيلي، أبرز أحزاب المعارضة في البلاد، فضلاً عن آخرين من حزب العمل الديمقراطي. لم يتم ذكر أي سياسيين من حزب العمال البرازيلي في التسريبات. وأظهرت أبحاث في وثائق بنما، من مجموعة من الصحفيين الهولنديين من صحيفة "تراو"، أن قناة "تي في غلوبو" تم ذكرها "عدة مرات" في تحقيق غسل أموال أجراه البنك المركزي الهولندي والذي كشف أن القناة قامت لسنوات عدة "بإجراء معاملات مالية غير قانونية" عبر الملاذات الضريبية من أجل دفع حقوق البث لكأس ليبرتادوريس.

### جزر العذراء البريطانية
تم إخضاع شركة موساك فونسيكا في جزر العذراء البريطانية لتحقيق استمر لمدة 6 أشهر من قبل الهيئة البريطانية للخدمات المالية في جزر العذراء البريطانية. في نهاية التحقيق، تم فرض غرامة قدرها 440,000 دولار أمريكي عليهم بسبب انتهاكات للوائح مكافحة تمويل الإرهاب وغسيل الأموال. كانت الغرامة هي الأعلى التي تم فرضها من قبل الهيئة المنظمة، وكانت قريبة جدًا من الحد الأقصى للغرامة التي كانت تملك السلطة لفرضها.

### كندا
نفى رئيس وزراء كندا جاستن ترودو أي تورط له في التسريب، قائلًا "لقد كنت شفافًا تمامًا وكاملًا بشأن شؤوني المالية والشؤون المالية لعائلتي. وهذا شيء تعلمته في وقت مبكر أن الكنديين يتوقعون من قادتهم ذلك." أمرت الحكومة وكالة الإيرادات الكندية بالبحث عن نسخ من وثائق بنما، وذلك للبحث عن أي كنديين استخدموا حسابات خارجية لتجنب الضرائب.
أعلن ديفيد آي. مكاي، الرئيس التنفيذي لرويال بنك أف كندا، أن البنك شكل فريقًا سيبحث في أربعة عقود من الوثائق بحثًا عن صلات مع موساك فونسيكا. كما دافع الرئيس التنفيذي لبنك مونتريال بيل داون، قائلًا "لقد عززت البنوك الكندية بشكل كبير من أنظمة مكافحة غسيل الأموال في السنوات السبع إلى العشر الأخيرة." وأضاف أيضًا أن أي صلة بين الأعمال التجارية الكندية و وثائق بنما كانت قد نشأت منذ فترة طويلة، قبل الوقت الذي اتخذت فيه البنوك الكندية إجراءات لوقف غسيل الأموال.

### الصين

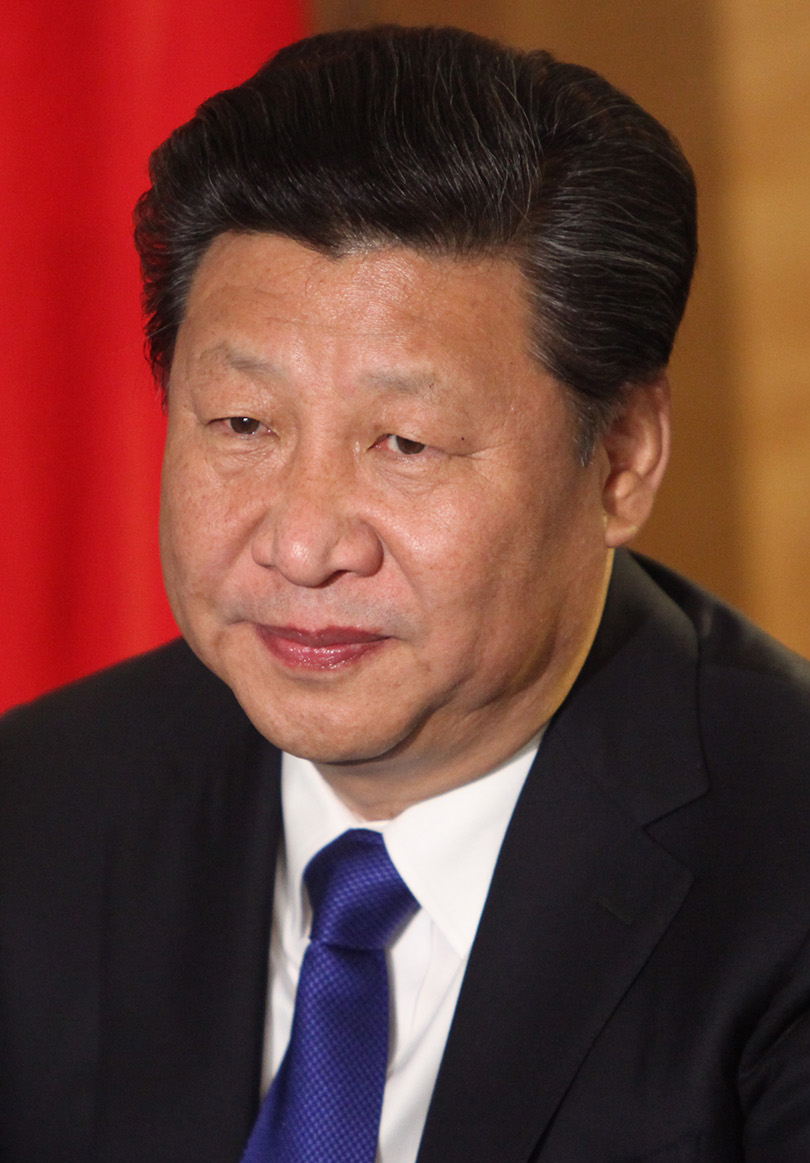
زعيم الصين الأعلى شي جين بينغ

تم ذكر أقارب كبار المسؤولين الصينيين بما في ذلك سبعة من كبار القادة السابقين والحاليين في المكتب السياسي للحزب الشيوعي الصيني، بما في ذلك ابنة رئيس الوزراء السابق لي بينغ لي زياولين، وابن الأمين العام السابق هو ياوبانغ هو ديهوا، ودنغ جياغوي، صهر الأمين العام الحالي للحزب الشيوعي الصيني شي جين بينغ. كان لدى دنغ شركتان وهميتان في جزر العذراء البريطانية في حين كان شي عضوًا في اللجنة الدائمة للمكتب السياسي للحزب الشيوعي الصيني، ولكن الشركتين كانتا غير نشطتين بحلول الوقت الذي أصبح فيه شي أمينًا عامًا للحزب الشيوعي الصيني في عام 2012. من بين الأسماء الأخرى المذكورة، ابن وابنة رئيس قسم الدعاية ليو يونشان، وصهر نائب رئيس الوزراء جانغ جو لي. قامت الحكومة الصينية بفرض رقابة على الإشارات إلى أوراق بنما على وسائل التواصل الاجتماعي ونتائج محركات البحث. الحزب الشيوعي الصيني أمر الصحف بحذف جميع المحتويات المتعلقة بتسريب أوراق بنما.
نظرًا للمواد التي تعتبر هجومًا إعلاميًا من وسائل الإعلام الأجنبية على الصين، تم إعطاء مكاتب الإنترنت أوامر شفهية على الفور بحذف التقارير المعاد نشرها عن أوراق بنما، وعدم متابعة أي محتوى ذي صلة دون استثناءات. ورد المتحدث باسم وزارة الخارجية الصينية هونج لي بالقول إنه "لا تعليق" لديه على "هذه الاتهامات التي لا أساس لها" في مؤتمر صحفي في 5 أبريل.
حاليا الصين في السنة الثالثة من حملة مكافحة الفساد التي أطلقها شي، والتي عاقبت أكثر من 300,000 مسؤولًا عن الجرائم المالية، مما خلق العديد من الأعداء لشي.
لقد قامت السلطات الصينية بحظر تقريبًا كل المعلومات حول أوراق بنما في وسائل الإعلام الصينية والإنترنت. أظهرت لقطة شاشة أن السلطات أجبرت جميع المواقع الإلكترونية على حذف المحتوى المتعلق بأوراق بنما. تم حظر المواقع الأجنبية مثل ويكيليكس، China Digital Times عبر جدار الحماية العظيم في البر الرئيسي للصين. وسائل الإعلام الرسمية مثل جلوبال تايمز أفادت باستقالة رئيس وزراء آيسلندا، لكن وسائل الإعلام لم تذكر أن أوراق بنما تسببت في استقالته. على سينا ويبو، وهو موقع تواصل اجتماعي مشابه لتويتر في الصين، تم حذف تقريبًا كل المحتوى المتعلق بأوراق بنما. نظرًا للرقابة في للصين، فإن عددًا قليلًا من الصينيين يعلمون عن أوراق بنما.

### كولومبيا
أطلقت المديرية الوطنية للضرائب والجمارك تحقيقًا في جميع عملاء موساك فونسيكا كولومبيا، وهي فرع لشركة موساك فونسيكا التي تم تأسيسها في عام 2009. في عام 2014، وضعت كولومبيا بنما على قائمة الملاذات الضريبية السوداء.

### قبرص
أعلن بنك قبرص المركزي: "بخصوص التقارير الصحفية التي تشير إلى الوثائق المسربة، المعروفة باسم أوراق بنما، يعلن البنك المركزي القبرصي أنه يقيم المعلومات إلى الحد الذي قد يؤثر على النظام المصرفي القبرصي ويتخذ الإجراءات اللازمة عندما يكون ذلك ضروريًا." قالت صحيفة قبرصية عبر الإنترنت "يرتبط الرابط القبرصي من خلال حقيقة أن فونسيكا يدير مكتبًا في قبرص، وتحديدًا في اللمسون. وذكرت التسريبات قبرص كملاذ ضريبي، على الرغم من أن لديها معدل ضريبة الشركات بنسبة 12.5٪، وهو نفس معدل ضريبة الشركات في أيرلندا."

### جمهورية التشيك
في أكتوبر 2021، كان أندريه بابيش يروج لفترة ولاية جديدة كرئيس للوزراء وكان متقدمًا في استطلاعات الرأي. قبل أسبوع من أول تصويت، في 3 أكتوبر، كشفت أوراق بنما أن بابيش استخدم شركة وهمية في ملاذ ضريبي لشراء قصر فرنسي. تتطلب القوانين التشيكية الكشف عن مثل هذه العملية، وهو ما فشل في القيام به، رغم أنه كان يترشح كقائد شعبوي لطالما تحدث ضد الفساد بين نخب البلاد. انتهى به الأمر إلى خسارة الانتخابات.

### الاتحاد الأوروبي
تم ربط العديد من الشخصيات الرفيعة في الاتحاد الأوروبي فضيحة أوراق بنما. قال مفوض الشؤون الاقتصادية والمالية والضرائب والجمارك، بيير موسكوفيتشي، إن الاتحاد الأوروبي ككل "يجب أن يلتزم" بمنع نوع التهرب الضريبي الذي تم الكشف عنه في فضيحة أوراق بنما. وقال موسكوفيتشي للصحفيين إن استخدام الشركات الخارجية لإخفاء ما سماه "مبالغ صادمة" من الأصول المالية عن سلطات الضرائب كان "غير أخلاقي". وقدر أن ملاجئ الضرائب نتج عنها خسارة سنوية في المالية العامة تصل إلى تريليون يورو، مضيفًا أن المفوضية الأوروبية حاولت تشديد القواعد الضريبية عبر الاتحاد منذ نوفمبر 2014 بسبب فضيحة تسريبات لوكسمبورغ، وأعربت عن أملها في أن تؤدي التغطية الشاملة لأوراق بنما إلى تحفيز البلدان للتحرك.
في رسالة مؤرخة عام 2013، اكتشفتها فاينانشيال تايمز، إلى الرئيس السابق للمجلس الأوروبي هيرمان فان رومبوي، أوضحت أن رئيس وزراء المملكة المتحدة ديفيد كاميرون قال أن الأمانة المالية الخارجية لا يجب أن تخضع تلقائيًا لنفس متطلبات الشفافية التي تخضع لها الشركات الوهمية. اقترح بعض المحللين أن هذه الإجراءات قد تؤثر على نتيجة استفتاء بقاء المملكة المتحدة ضمن الاتحاد الأوروبي في 2016.

### مصر
تم ذكر علاء مبارك، نجل الرئيس السابق حسني مبارك، كمالك، من خلال شركات قابضة، للعقارات في لندن.

### فرنسا
فتحت النيابة المالية الفرنسية تحقيقًا، وأعلن الرئيس فرانسوا هولاند أن المتهربين من الضرائب سيُحاكمون ويُعاقبون. ونتيجة لذلك، أعادت فرنسا إدراج بنما في قائمة الملاذات الضريبية، بعد أن كانت قد أزالتها مؤخرًا.
تم ذكر جان ماري لوبان، مؤسس وزعيم حزب الجبهة الوطنية لفترة طويلة، في الوثائق، إلى جانب العديد من مساعدي ابنته مارين لوبان، زعيمة الحزب الحالية.

### أيسلندا
في 5 أبريل 2016، أعلن رئيس وزراء أيسلندا سيغموندور دافيد غونلاوغسون استقالته. استقال عضو مجلس مدينة ريكيافيك يوليوس فيفيل إنغفارسون في وقت سابق من اليوم. بعد وقت قصير من التقارير الأولية عن استقالة سيغموندور دافيد، أصدر مكتب رئيس الوزراء في أيسلندا بيانًا للصحافة الدولية يقول إن سيغموندور لم يستقل، بل "توقف مؤقتًا" لفترة غير محددة من الوقت، وسيظل يشغل منصب رئيس الحزب التقدمي. في خريف عام 2017، ترك سيغموندور الحزب التقدمي وأنشأ حزب المركز. حصل حزب المركز على 10.9% من الأصوات في الانتخابات البرلمانية الأيسلندية التي أُجريت في أكتوبر 2017.

### الهند
طلب رئيس وزراء الهند ناريندرا مودي إجراء تحقيق، وأعلنت الحكومة الهندية لاحقًا أنها ستشكل مجموعة خاصة متعددة الوكالات تضم ضباطًا من وحدة التحقيق في مجلس الضرائب المباشرة المركزي وقسم الأبحاث الضريبية الأجنبية، وحدة الاستخبارات المالية وبنك الاحتياطي الهندي. تحتوي القائمة على أسماء أكثر من 500 من المشاهير الهنود من ممثلين سياسيين ورجال أعمال الذين يُزعم أنهم خبأوا أموالًا في كيانات خارجية في بنما. من بين هؤلاء أميتاب باتشان وزوجته آيشواريا راي، وكوشال بال سينغ، ورئيس أبولو تايرز أونكار كانوار، ورئيس معدات الجرارات والتجهيزات ماليكا سرينيفاسان وإقبال ميرتشي، وهو تاجر مخدرات هندي.

### إندونيسيا
استجاب وزير المالية، بامبانغ ب.س. برودجونيغورو، بسرعة للبيانات المسربة من تهرب الضرائب "وثائق بنما" من خلال تكليف المديرية العامة للضرائب بمتابعة النتائج. جذبت بيانات الاستثمار المسربة من شركة المحاماة في بنما، موساك فونسيكا، انتباه بامبانغ لأنها يمكن أن تكون مصدرًا لمعلومات جديدة حول الإمكانية الضريبية التي لم يتم تتبعها. وقال "لقد طلبت من السيد كين (دويجوغياستيادي)، المدير العام للضرائب، من فضلك دعونا ندرس البيانات المعروفة باسم وثائق بنما."
كان وزير المالية قد صرح سابقًا أن هناك إمكانيات لوجود ممتلكات دافعي الضرائب تبلغ حوالي 4,000 تريليون روبية، والتي لم يتم فرض الضرائب عليها. وتحديدًا، حوالي 1,400 تريليون روبية هي ممتلكات غير خاضعة للضريبة، وتم إرسالها إلى المديرية العامة للضرائب، بينما الباقي، حوالي 2,700 تريليون روبية، هي ودائع أثرياء إندونيسيا في بنوك خارجية.

### إسرائيل
تم إدراج حوالي 600 شركة إسرائيلية و850 مساهمًا إسرائيليًا. من بين الأسماء الإسرائيلية التي ظهرت في الوثائق المسربة: المحامي البارز دوف ويسغلاس، الذي كان رئيس مكتب رئيس الوزراء الراحل أرئيل شارون؛ جاكوب إنجل، رجل أعمال ناشط في صناعة التعدين الأفريقية؛ وعيدان عوفر، عضو في إحدى أغنى العائلات الإسرائيلية، وفقًا لصحيفة هآرتس. تم الكشف أيضًا أن طارق عباس، ابن محمود عباس، رئيس السلطة الوطنية الفلسطينية، يمتلك مليون دولار في أسهم شركة مرتبطة بالسلطة الفلسطينية.
ظهر اسم ويسغلاس كمالك وحيد لإحدى الشركات الأربع التي أسسها شريكه التجاري أساف هالكين. تم تسجيل الشركة، تلافيلا غلوبال، في جزر العذراء البريطانية في مايو 2012، وبعد سبعة أشهر تم رهن جميع أسهمها مقابل قرض من بنك فيينا.
قال ويسغلاس وهالكين لصحيفة هآرتس إن الشركة "تم تسجيلها لغرض الحصول على قرض من البنك للاستثمار في ممتلكات أوروبية. كان البنك لن يسمح بالقرض إلا لشركة... يتم الإبلاغ عن النشاط المتعلق بهذه الشركة إلى السلطات الضريبية في إسرائيل."

### إيطاليا
في 6 أبريل 2016، أمرت النيابة العامة في تورين بإجراء تحقيق إضافي من قبل الشرطة المالية الإيطالية في 800 إيطالي تم ذكرهم في وثائق بنما.

### المكسيك

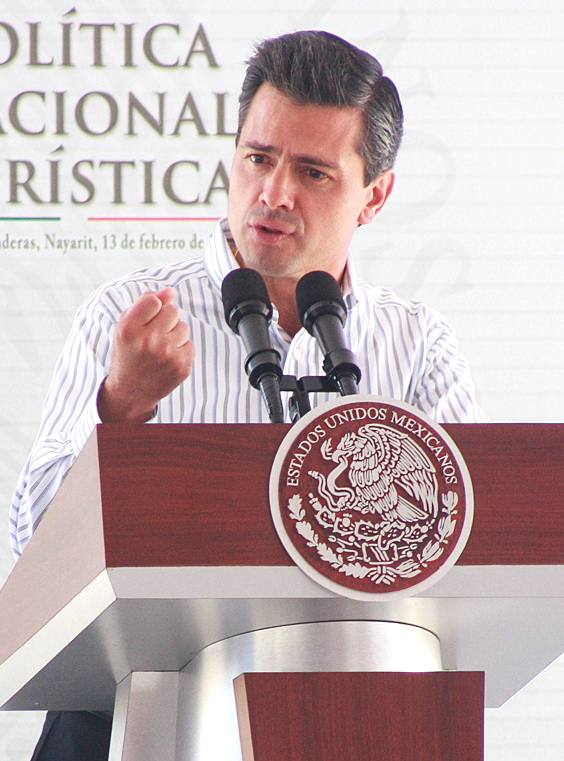
الملفات المسرّبة حددت "المقاول المفضل" لرئيس المكسيكإنريكه بينيا نييتو

قال أريستوتيلس نونيز، المسؤول عن إدارة الضرائب في المكسيك، إن الأشخاص الذين تم ذكرهم في قضية أوراق بنما يمكنهم بعد دفع الضرائب على استثماراتهم، والذين لديهم استثمارات أو حسابات مصرفية خارجية ليسوا مجرمين، ولكن عدم إعلان الدخل هو أمر غير قانوني. وإذا تم تصنيف إخفاء الدخل من استثمارات مرتبطة بأوراق بنما على أنه تهرب ضريبي، فقد تؤدي الغرامات التي تصل إلى 100% من المبالغ الضريبية غير المدفوعة، بالإضافة إلى السجن من ثلاثة أشهر إلى تسع سنوات من أجل "جريمة ضريبية".
ووفقًا لفوربس، "هينويزا وآخرين من المكسيكيين البارزين، غالبيتهم من رجال الأعمال المرتبطين بالحكومة، بما في ذلك على الأقل عضو واحد في قائمة مليارديرات فوربس، كانوا موضوع مقالات موسعة تم نشرها على الإنترنت بالتزامن مع نشر أوراق بنما."

### نيوزيلندا
قالت إدارة الإيرادات الداخلية في نيوزيلندا أنهم يعملون على الحصول على تفاصيل الأشخاص الذين لديهم إقامة ضريبية في البلاد والذين قد يكونون متورطين في الترتيبات التي سهلتها موساك فونسيكا.
قال جيرارد رايل، مدير الاتحاد الدولي للمحققين الصحفيين، لإذاعة نيوزيلندا في 8 أبريل 2016 إن نيوزيلندا هي ملاذ ضريبي معروف و"واجهة جميلة للمجرمين".

### النرويج
تتوقع إدارة الضرائب النرويجية طلب الوصول إلى المعلومات من دي إن بي إيه إس إيه (أكبر مجموعة للخدمات المالية في النرويج) حول حوالي 30 شركة يملكها نرويجيون، 20 منهم يعيشون في النرويج. يوجد 200 نرويجي في قائمة عملاء موساك فونسيكا.

### باكستان

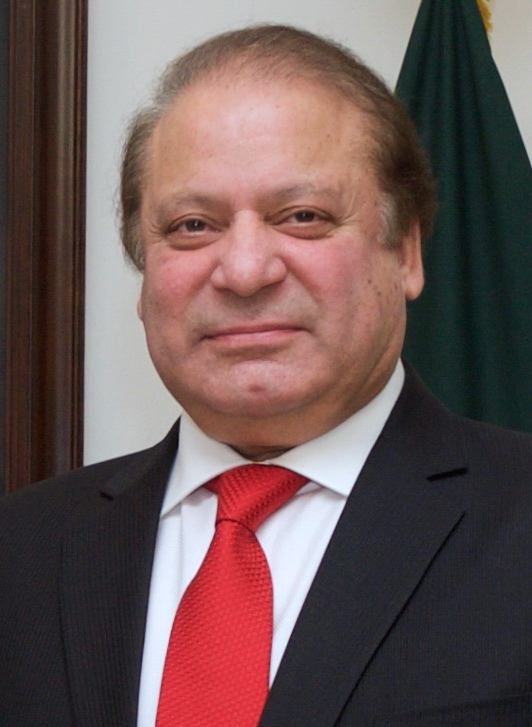
نواز شريف – رئيس وزراء باكستان

يظهر أن أبناء رئيس الوزراء نواز شريف، مريم، حسين وحسن، يملكون أربع شركات. نفَت مريم نواز كل هذه الاتهامات عبر حسابها الرسمي على تويتر في سلسلة من التغريدات، قائلة:
تم تضمين سمينة دوران، والدة زوج رئيس الوزراء شهباز شريف من زواجه الثاني، وإلياس مهرج، شقيقه من زواجه الأول، في الوثائق.
أسفرت التسريبات عن قضية بارزة ضد رئيس الوزراء نواز شريف في المحكمة العليا الباكستانية التي أصدرت حكمًا بنسبة 3-2 لصالح التحقيقات الإضافية في أعمال عائلة شريف. تم تشكيل فريق تحقيق مشترك من قبل المحكمة العليا في مايو 2017 للتحقيق في أصول العائلة في هذا الصدد. وكان على الفريق تقديم تقريره أمام المحكمة قبل 60 يومًا من جلسته الأولى.
في 28 يوليو 2017، وبناءً على نتائج التحقيق، ألغت المحكمة العليا في باكستان أهلية رئيس وزراء باكستان من شغل المنصب العام، وتمت إحالته إلى الهيئة الوطنية لمكافحة الفساد في باكستان.

### بنما
أعلنت "المديرية العامة للادعاء" أنها ستفتح تحقيقا بشأن قضية "أوراق بنما" التي تورطت فيها شركة موساك فونسيكا. وزير الرئاسة، ألفارو ألماني، رفض بشكل قاطع اعتبار بنما ملاذًا ضريبيًا وأكد أنه لا يُستخدم البلد "ككبش فداء"، وذلك ردًا على فضيحة "أوراق بنما" وإعادة تسجيل فرنسا للبلاد ضمن قائمة الملاذات الضريبية. انتقد ألماني بشدة تصريحات الأمين العام لمنظمة التعاون الاقتصادي والتنمية (OECD) خوسيه أنخيل غيريا ووزير المالية الفرنسي ميشيل سابين واعتبرها غير محترمة وغير مسؤولة، خاصة عندما تتحدث المنشورات عن 21 ولاية قضائية فقط، ولكن تهاجم بنما. شرح ألماني أنه قد بدأت محادثات مع السفير الفرنسي في بنما، وسيتم مناقشة القضية مبدئيًا لتوضيح الوضع الذي يتورط فيه البلد. اتهم إدواردو مورغان من شركة مورغان ومورغان منظمة التعاون الاقتصادي والتنمية (OECD) بأنها وراء الحملة لتجنب المنافسة التي تمثلها بنما لمصلحة الدول الأخرى.
تعتبر "أوراق بنما" قضية خطيرة جدًا بالنسبة لبنما لأنها تؤثر بشكل "غير عادل" على صورة البلد وليست نتيجة تحقيق، بل هي "اختراق". هذا ما صرح به أدولفو ليناريس، رئيس غرفة التجارة والصناعة والزراعة في 5 أبريل 2016.
حثت "الجمعية الوطنية للمحامين في بنما" (CNA) الحكومة البنمية على مقاضاة أي شخص أساء إلى صورة البلد بسبب تسريب الوثائق التي تربط شركة موساك فونسيكا البنمية بإنشاء شركات لتحريك الأموال لتجنب دفع الضرائب. وقال المحلل السياسي ماريو روغنوني إن بنما هي أكثر البلدان تأثرًا في فضيحة "أوراق بنما". وأضاف أن العالم يوجه أصابع الاتهام إلى بنما باعتبارها ملاذًا ضريبيًا، وسيعتمد الأمر على السياسات التي ستتبناها السلطات. وفيما يتعلق بحكومة الرئيس خوان كارلوس فاريلا، يعتقد أنه قد يكون متورطًا إذا حاول التغطية على المسؤولين عن القضية. قال الاقتصادي رولاندو غوردون إن هذا يؤذي البلاد التي خرجت للتو من "القائمة الرمادية". وأضاف أن الولايات المتحدة قد تطلب من بنما تعديل القوانين. وأوضح أن هذه القضية تُعتبر فضيحة في الوقت الحالي، لكن سيكون على كل بلد، وبخاصة بنما، إجراء تحقيقات لتحديد ما إذا كانت قد ارتكبت أفعال غير قانونية أو غير ملائمة.
حركة المحامين في بنما صنفت "أوراق بنما" كفضيحة "تحرش إلكتروني أو إرهاب سيبراني دولي". في مؤتمر صحفي، أدانت الهيئة الهجوم على "علامة بنما". وقال رئيس الحركة فراجويلا ألفونسو إنه لا شك في أن هذه هجمة مباشرة على النظام المالي للبلاد. ودعا جميع القوى المنظمة في البلد لإنشاء حملة كبيرة لاستعادة صورة البلد. وأضاف أن بنما ليست ملاذًا ضريبيًا وأن الشركات البنمية تستخدم على نطاق واسع من قبل البنميين.
أصدرت أيضًا شركة المحاماة "روبيو، ألفاريز، سوليس وأبريغو" بيانًا صحفيًا توضح فيه أنه "على مدار العقود الماضية، كانت بنما واحدة من أهم المراكز المالية والخدمية في أمريكا اللاتينية والعالم. ومن جراء ذلك، تم تحفيز جميع أنواع الهجمات على نظام خدماتنا".
أوضح المحامي والمراقب العام السابق لجمهورية بنما، ألفين ويدن، أن تأسيس الشركات الخارجية قانوني. وأضاف أنها تصبح غير قانونية عندما يتم استخدامها لغسل الأموال أو تهريب الأسلحة أو تمويل الإرهاب أو تهريب الضرائب.

### روسيا

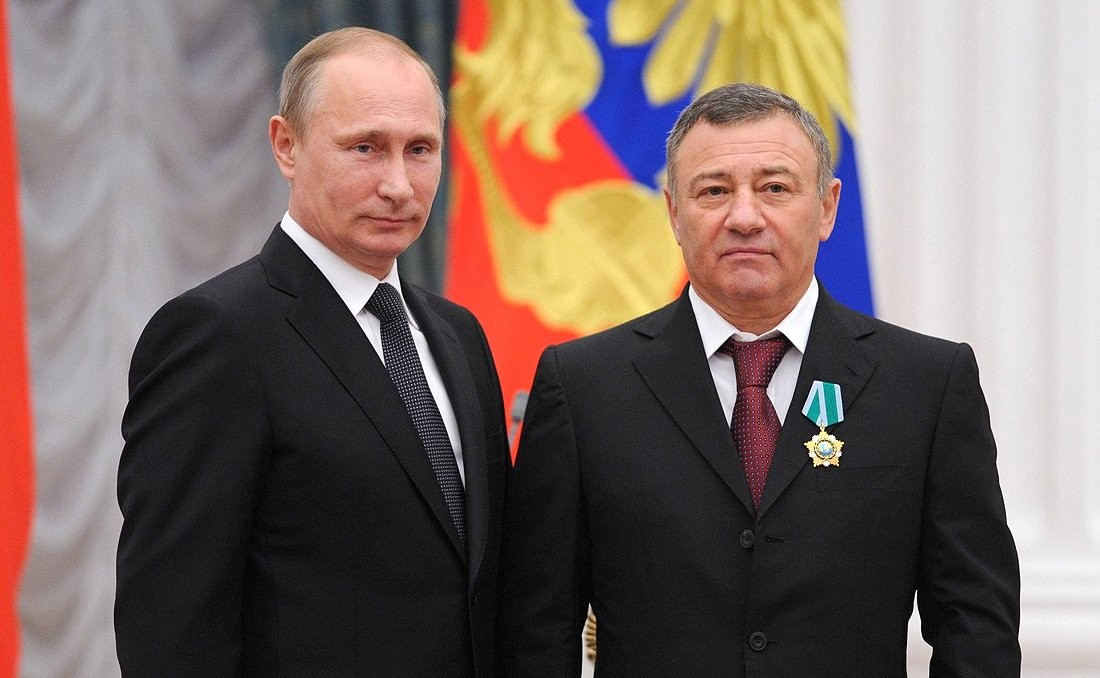
رئيس روسيا فلاديمير بوتين مع رجل الأعمال الروسي أركادي روتنبرغ

وصفت صحيفة زود دويتشه تسايتونج التي نشرت الوثائق، علاقات العديد من الأفراد المدرجين في الأوراق مع الرئيس الروسي فلاديمير بوتين. وفقًا للصحيفة، فإن نشر الأوراق يؤكد الأوصاف السابقة لروسيا على أنها "دولة مافيا" كليبتوقراطية يديرها بوتين والمقربين منه. لا يظهر اسم بوتين في أي من السجلات، لكن أسماء العديد من معارفه تظهر، مثل مليارديرات البناء أركادي وبوريس روتنبرغ، وكذلك عازف التشيلو سيرجى رولدجين ورجل الأعمال علي شير عثمانوف. كما تظهر الأوراق أن الملياردير غينادي تيموشينكو، وزوجة المتحدث باسم بوتين، وابن عمه، وزملاء سابقين في KGB، وعدد من الأوليغارشيين يمتلكون شركات صورية في الخارج. في عام 2011، انتقد بوتين الشركات الخارجية باعتبارها "غير وطنية".
أظهرت الوثائق التي تم تسريبها أن سيرجى رولدجين، عازف التشيلو الذي وصفته صحيفة نوفايا جازيتا بأنه أفضل أصدقاء بوتين وعراب ابنته الكبرى، قد حصل على أصول تقدر بحوالي 100 مليون دولار، بما في ذلك حصة 12.5% في "فيديو إنترناشيونال"، أكبر شركة إعلانات تلفزيونية في روسيا. كما تم الكشف عن أن سيرجى قد حصل على هذه الأصول من خلال صفقات وصفتها بي بي سي بأنها "صفقات مشبوهة".
قال المتحدث باسم بوتين ديمتري بيسكوف إن وسائل الإعلام الغربية الرئيسية التي تغطي أوراق بنما تشارك في "رهاب بوتين". وقال إن الهدف الرئيسي من تسريب الأوراق كان فلاديمير بوتين وأن أوراق بنما جزء من مؤامرة ضد روسيا، تديرها وكالة الاستخبارات المركزية ووزارة الخارجية الأمريكية وآخرون.
نفى الرئيس بوتين "أي عنصر من عناصر الفساد" بشأن تسريبات أوراق بنما، قائلاً إن خصومه يحاولون زعزعة استقرار روسيا.
في البداية، تجاهل الإعلام الروسي التسريب تمامًا باستثناء بعض الوسائل المستقلة. لم تذكر كل من قناة 1 وروسيا 1، اللتين تملكهما الدولة، أوراق بنما على الإطلاق في 4 أبريل، عندما انفجرت القصة. وعندما سأل سياسي معارض لماذا كان الإعلام يتجاهل القصة، رفض ديمتري كيسيليوف، رئيس روسيا سيغودنيا، التعليق. بدأت التغطية تظهر بعد رد فعل بيسكوف، لكن بشكل عام تم التركيز على تعليقاته أكثر من مناقشة المعلومات في أوراق بنما.

### المملكة العربية السعودية

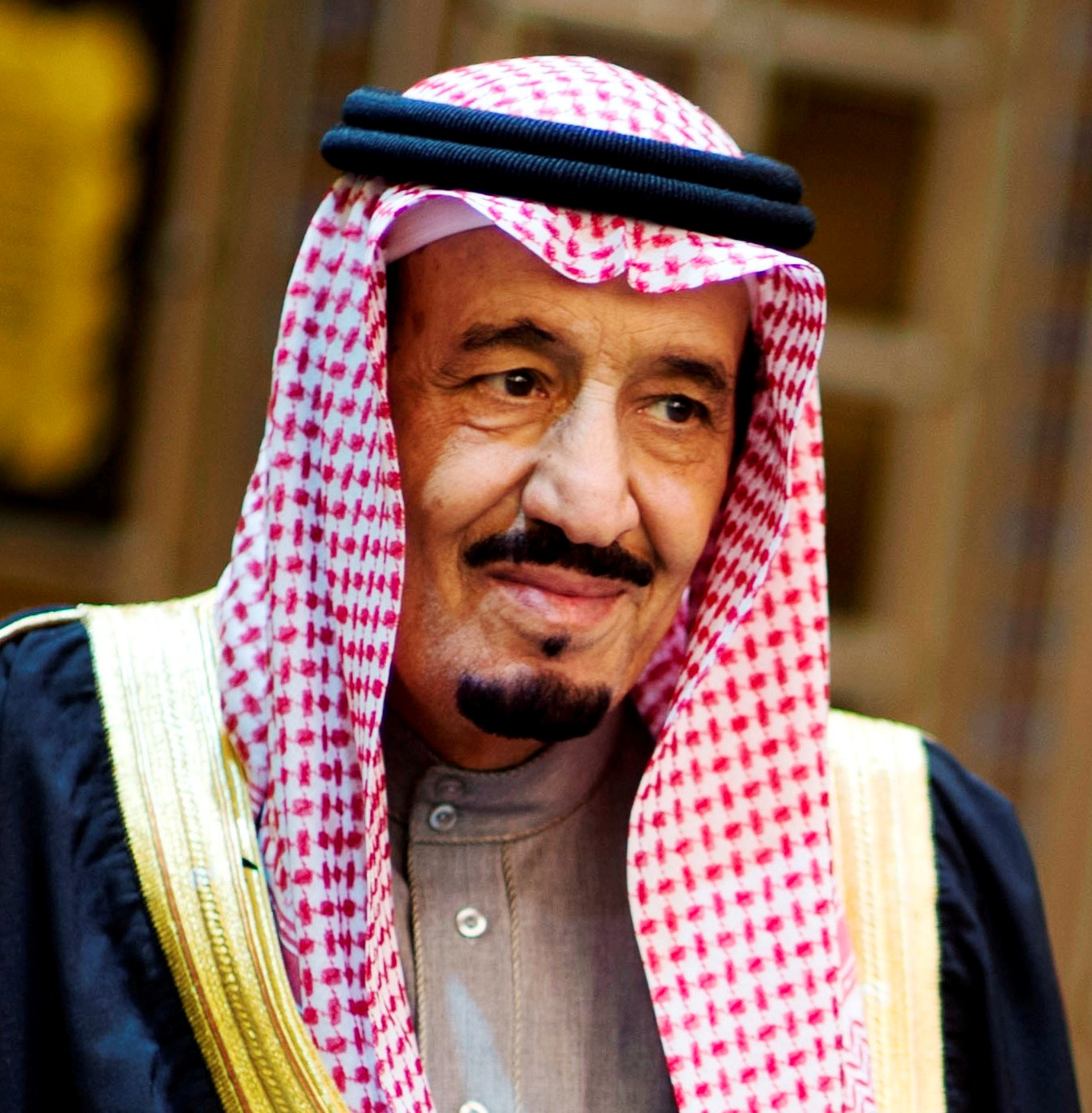
الملك سلمان بن عبد العزيز آل سعود

تم أيضًا ذكر ولي العهد محمد بن نايف في علاقة مع الوثائق.

### سنغافورة
قالت وزارة المالية والسلطة النقدية في بيان إن "سنغافورة تأخذ قضية التهرب الضريبي على محمل الجد ولن تتسامح مع استخدام مركزها المالي والتجاري لتسهيل الجرائم المتعلقة بالضرائب. إذا كان هناك دليل على وجود مخالفة من قبل أي فرد أو كيان في سنغافورة، فلن نتردد في اتخاذ إجراءات حازمة."

### السويد
قالت السلطة المالية السويدية (FI) في 4 أبريل 2016 إنها ستطلق تحقيقًا في تصرفات نورديا، إحدى أكبر المؤسسات المالية في دول الشمال الأوروبي، بعد أن كشفت وثائق بنما أن مكتب الشركة في لوكسمبورغ ساعد في إنشاء ما يقرب من 400 شركة خارجية لعملائها. في وقت لاحق، أعلنت FI أنها ستتحقق أيضًا من البنوك السويدية الكبرى الأخرى: هاندلس بانكين، مجموعة إس إي بي البنكية وسويد بنك.
قطعت نورديا جميع الروابط مع موساك فونسيكا بعد مقابلة مع الرئيس التنفيذي للشركة كاسبر فون كوسكول على التلفزيون السويدي في 4 أبريل. أشارت FI إلى أن هناك "نواقص خطيرة" في كيفية مراقبة نورديا غسيل الأموال ومنحت البنك تحذيرين. في عام 2015، كان على نورديا دفع أكبر غرامة ممكنة – أكثر من 5 مليون يورو.

### تايلاند
ذكرت صحيفة بانكوك بوست ‏ أن "...مكتب مكافحة غسيل الأموال (AMLO) يطلب معلومات من نظيره الأجنبي بشأن واحد وعشرين مواطنًا تايلانديًا وردت أسماؤهم في قائمة الأشخاص في جميع أنحاء العالم الذين استخدموا شركة محاماة مقرها في بنما والتي يبدو أنها متخصصة في غسيل الأموال والتهرب الضريبي. ليس من الواضح كيف أو لماذا يحقق مكتب AMLO فقط في هؤلاء الواحد والعشرين. تتضمن وثائق بنما ما لا يقل عن 780 اسمًا لأفراد مقيمين في تايلاند وأكثر من خمسين شركة تايلاندية. بعضهم أجانب أو شركات مملوكة لأجانب لكن هناك 634 عنوانًا فرديًا في تايلاند تظهر في الوثائق التي تم تسريبها حتى الآن، بما في ذلك المديرين التنفيذيين لشركات عملاقة مثل بانكوك لاند وفاترا فاينانس.

### تونس
أمر مدعي المحكمة التونسية بفتح تحقيق قضائي في وثائق بنما والأشخاص السياسيين التونسيين المشتبه في توظيفهم للشركة. تم تعيين قاضٍ من القطب القضائي المالي وهو محكمة متخصصة تونسية في الجرائم المالية للتعامل مع القضية. كما أنشأ مجلس نواب الشعب لجنة تحقيق برلمانية أيضًا.

### أوكرانيا

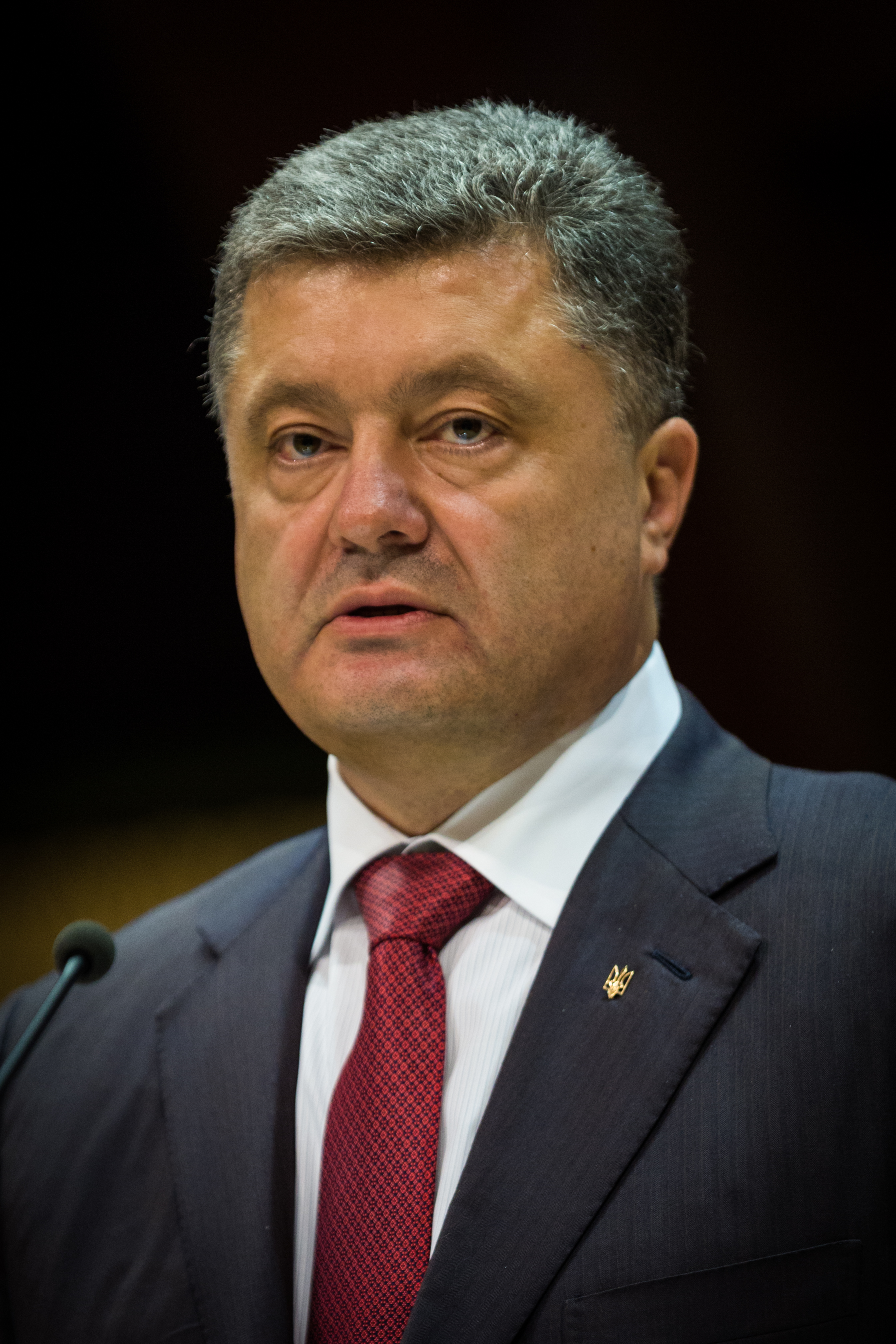
الرئيس الأوكراني بترو بوروشنكو

عندما ترشح الرئيس الأوكراني بترو بوروشنكو للانتخابات في عام 2014، تعهد ببيع أعماله في صناعة الحلويات (روشن) إذا تم انتخابه، ولكن الوثائق المسربة تشير إلى أنه في 21 أغسطس 2014، بدلاً من ذلك، قام بتعيين شركة موساك فونسيكا لإعداد شركة قابضة في جزر العذراء البريطانية لنقل شركته إليها، بعد حوالي شهرين من الانتخابات. كانت الخطوة قد توفر له ملايين الدولارات على ضرائبه الأوكرانية. تظهر السجلات في قبرص أنه كان المساهم الوحيد في الشركة.
تعتقد مجموعة الشفافية الدولية أن "إنشاء الأعمال أثناء فترة الرئاسة يعد انتهاكًا مباشرًا للدستور". كما يعتقد الصحفيون من مشروع تقارير الجريمة المنظمة والفساد أن بترو ارتكب مخالفات أخرى، بدءًا من بدء عمل تجاري جديد أثناء توليه المنصب وفشله في الإبلاغ عنه في بيانات الإفصاح الخاصة به.
نفى بترو ارتكاب أي مخالفات وقال المتحدث باسمه إن الشركة الخارجية لم يكن لديها أي أصول نشطة وكانت إعادة هيكلة قانونية تهدف إلى المساعدة في بيع مجموعة روشن الخاصة به. وأشار المحللون في أوكرانيا إلى أن الطريقة السرية التي أنشأ بها بترو هذه الحسابات كانت بالتأكيد ستقوض الثقة فيه، حزبه وأوكرانيا نفسها.
جاءت الأخبار عن أعمال بترو الخارجية في وقت كانت حكومته تخوض حملة ضد الشركات الخارجية. أوليغ ليشكو، زعيم الحزب الراديكالي، حث المشرعين على بدء إجراءات الإقالة، وحتى بعض حلفائه دعموا الدعوات لتشكيل لجنة برلمانية للتحقيق في المزاعم.
في البرلمان الأوكراني، كانت العلاقات بين حزب التضامن الأوروبي وحزب الجبهة الشعبية لرئيس الوزراء أرسيني ياتسينيوك قد تدهورت في الأشهر السابقة، مع اتهامات متبادلة بالفساد.

### الإمارات العربية المتحدة
ذكرت صحيفة الغارديان أن رئيس الإمارات العربية المتحدة، خليفة بن زايد آل نهيان، يمتلك عقارات في لندن تقدر قيمتها بأكثر من 1.2 مليار جنيه إسترليني من خلال هيكل من حوالي ثلاثين شركة وهمية أسستها شركة موساك فونسيكا، مستخدمة هذه الشركات للتحكم في الممتلكات الفاخرة في لندن. وبحلول ديسمبر 2015، كانت موساك فونسيكا تحتفظ تقريبًا بكل الأسهم في تلك الشركات ضمن هياكل وصايا بالنيابة عنه، وكان الرئيس وزوجته وابنه وابنته هم المستفيدين من الوصية.

### المملكة المتحدة

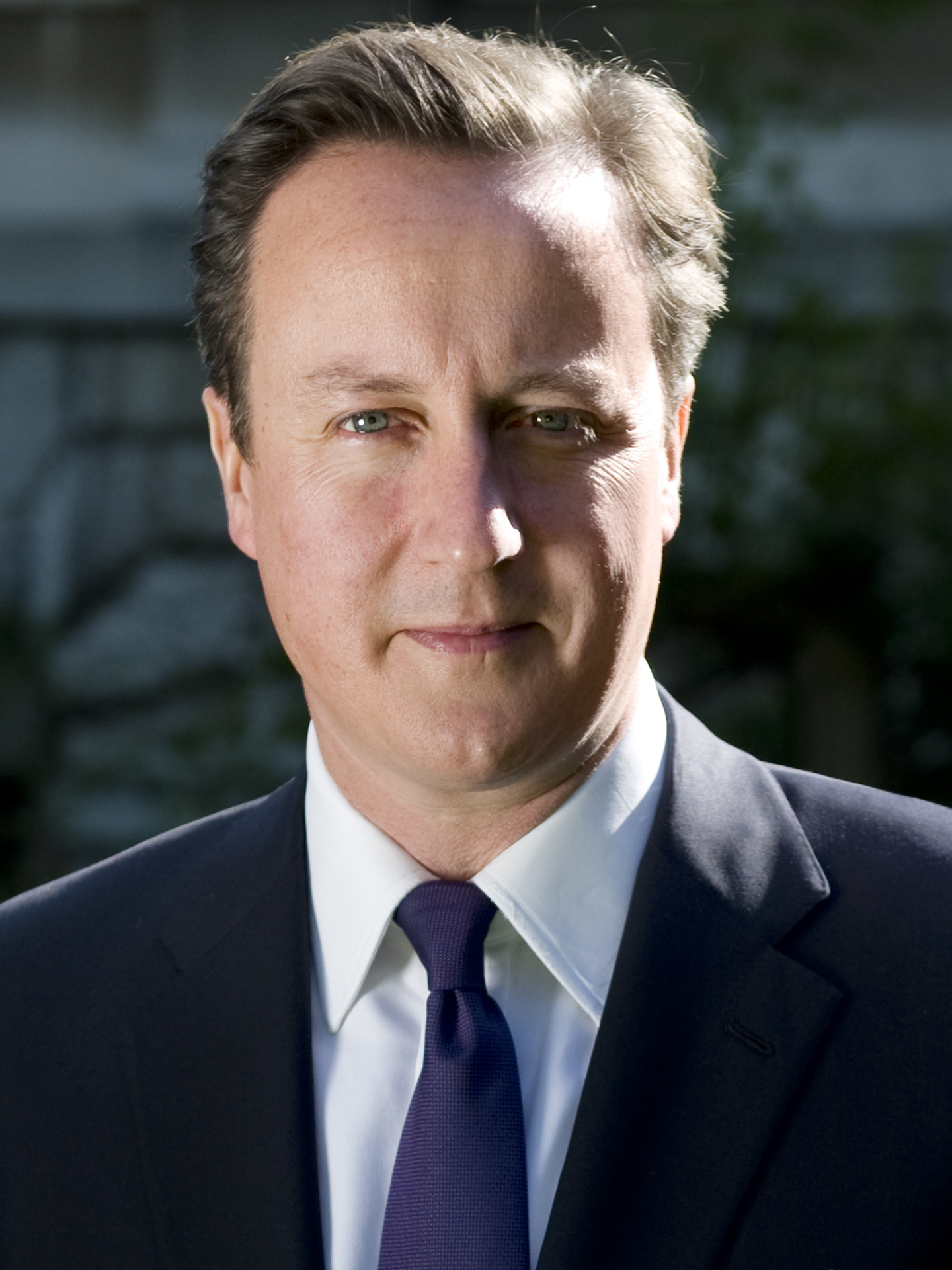
زعيم المعارضة البريطانية يدعو إلى إجراء تحقيق مستقل فوري بشأن الشؤون الضريبية لعائلة رئيس الوزراء آنذاك ديفيد كاميرون (في الصورة).

ذكرت الغارديان، "يتم الآن امتلاك أكثر من 170 مليار جنيه إسترليني من العقارات في المملكة المتحدة من قِبل شركات أجنبية... حوالي واحدة من كل عشر شركات (31,000 شركة) مسجلة في الملاذات الضريبية، وهي مرتبطة بشركة موساك فونسيكا". تم التحقيق في مشتريات عقارية بريطانية تتجاوز قيمتها 180 مليون جنيه إسترليني في عام 2015 كعائدات فساد محتملة، وقد تم شراء معظمها عبر شركات أوفشور. تم تسجيل ثلثي هذه المشتريات من خلال شركات مسجلة في أربع مناطق تابعة للتاج البريطاني وأقاليم ما وراء البحار البريطانية التي تعمل كملاذات ضريبية – جيرزي، غيرنزي، جزيرة مان وجزر العذراء البريطانية – وفقًا لبيانات السجل العقاري التي حصلت عليها مجلة برايفت آي. وقد أدى ذلك إلى ارتفاع الأسعار بشكل كبير جعلها غير متاحة للعديد من سكان لندن.
تضمنت الوثائق المسربة أسماء ستة أعضاء من مجلس اللوردات، العديد منهم من المانحين لحزب المحافظين الذي يقوده كاميرون، بالإضافة إلى مانحين آخرين للحزب. ومن بين الأسماء الواردة:
- أنتوني بامفورد:[106] تبرعات بقيمة 4 ملايين جنيه إسترليني لحزب المحافظين، وتم تعيينه نائب الحياة في عام 2013؛
- ديفيد رولاند:[106] تبرعات بقيمة 3.8 مليون جنيه إسترليني لحزب المحافظين، وأمين سابق للحزب؛
- عائلة فليمنغ:[106] تبرعات بقيمة تزيد عن 400,000 جنيه إسترليني لحزب المحافظين، بما في ذلك تبرعات مباشرة لديفيد كاميرون؛
- شركة Juniper Equities Trading:[106] قرض بقيمة 250,000 جنيه إسترليني لحزب المحافظين من صندوق خارجي ذو هيكل ملكية غامض؛
- توني بكنغهام:[106] تبرع بقيمة 100,000 جنيه إسترليني لحزب المحافظين.

نظرًا لأن المملكة المتحدة لا تزال تمارس درجات متفاوتة من السيطرة على أقاليم ما وراء البحار البريطانية وتبعيات التاج التي تشكل عددًا كبيرًا من الملاذات الضريبية ومناطق السرية المالية، فقد زاد الضغط على رئيس الوزراء ديفيد كاميرون لإجراء تغييرات. وفقًا لصحيفة وول ستريت جورنال، فإن أوراق بنما "تسلط الضوء على مجموعة من المراكز الخارجية المتبقية من الإمبراطورية البريطانية، من جبل طارق إلى جزر العذراء البريطانية". ومن بين الشركات التي تعاملت معها شركة موساك فونسيكا، تصدرت جزر العذراء البريطانية القائمة، حيث تم تسجيل 113,000 من أصل حوالي 215,000 شركة هناك. وجاءت أنغويلا، التابعة للأقاليم البريطانية ما وراء البحار، في المركز السابع.
انتقد كاميرون الهياكل الخارجية المعقدة في عام 2012، مشيرًا إلى أنها "غير عادلة وغير صحيحة"، وفي قمة مجموعة الثماني عام 2013، طالب بمزيد من الشفافية، قائلًا إنها ستكون أفضل للأعمال التجارية. في عام 2014، طلب كاميرون من جميع الأقاليم التابعة والتبعيات الملكية إنشاء سجل مفتوح للشركات والأفراد الذين لديهم استثمارات مسجلة في ولاياتهم القضائية، لكن بحلول تسريب أوراق بنما في أبريل 2016، لم توافق سوى مونتسرات وجبل طارق على القيام بذلك.
زعيم المعارضة، جيرمي كوربين، صرّح قائلاً: "على الحكومة أن تتوقف عن التردد في التعامل مع التهرب الضريبي" ودعا إلى فرض "حكم مباشر" على الأقاليم البريطانية ما وراء البحار والأقاليم التابعة للتاج البريطاني التي تعمل كملاذات ضريبية، وهو الإجراء الذي وافق عليه وزير الأعمال السابق فينس كيبل، بينما وصفه النائب العام السابق دومينيك غريف بأنه "خيار نووي نوعًا ما" والذي "سيدمر سبل العيش" لسكان جزر العذراء البريطانية العاملين في صناعة المالية. كما ذكر حزب العمال أن خطط كاميرون لعقد قمة "لمكافحة الفساد" في مايو ستكون "مهزلة" إذا لم يطلب كاميرون، كرئيس للقمة، حضور ممثلي جميع الأقاليم التابعة للتاج البريطاني والأقاليم ما وراء البحار.
قالت جيني جرانجر، المتحدثة باسم هيئة الإيرادات والجمارك البريطانية (HMRC)، إن القسم حصل على "كمية كبيرة من المعلومات حول الشركات الخارجية، بما في ذلك في بنما، من مجموعة واسعة من المصادر، وهي الآن قيد تحقيق مكثف". وكشفت الغارديان أن إدوارد تروب، الذي عُيّن رئيسًا تنفيذيًا لهيئة الإيرادات والجمارك في أبريل 2016، كان شريكًا سابقًا في شركة سيمونز وسيمونز القانونية ومقرها لندن. أظهرت الوثائق التي حصلت عليها زود دويتشه تسايتونج العلاقة الوثيقة لشركة سيمونز وسيمونز بإدارة الشركات الخارجية، بما في ذلك شركة استثمارية أُديرت نيابة عن الشيخ حمد بن عبد الله آل ثاني، أثناء تولي تروب منصب الشريك الضريبي البارز فيها.
بحلول نوفمبر 2016، تم الإبلاغ عن خضوع ما مجموعه 22 شخصًا للتحقيق من قبل هيئة الإيرادات والجمارك فيما يتعلق بالتهرب الضريبي المحتمل الناتج عن وثائق بنما، مع وجود 43 آخرين "قيد المراجعة".

#### بليرمور هولدينغز، إنك.
إيان كاميرون، والد رئيس الوزراء البريطاني ديفيد كاميرون، أدار صندوقًا خارجيًا (بليرمور هولدينغز، إنك.) من خلال شركة موساك فونسيكا، والذي تجنب دفع الضرائب في المملكة المتحدة لمدة 30 عامًا. انتقلت شركته إلى أيرلندا بعد أن أصبح ديفيد كاميرون رئيسًا للوزراء. في السادس من أبريل، اعترف كاميرون بامتلاكه أسهماً في بليرمور، ولكنه باع هذه الأسهم قبل أن يصبح رئيسًا للوزراء.
انتقد سياسيون بارزون تورط عائلة كاميرون في الفضيحة؛ حيث دعا جيريمي كوربين إلى إجراء تحقيق مستقل وفوري في الشؤون الضريبية لعائلة كاميرون بالإضافة إلى تشديد القوانين المتعلقة بالتهرب الضريبي في المملكة المتحدة. كما طالب المعارضون باستقالة كاميرون بعد اعترافه بامتلاك أسهم في بليرمور.

### الولايات المتحدة
كان الرئيس باراك أوباما ناقدًا للملاذات الضريبية في منطقة البحر الكاريبي في حملته الانتخابية لعام 2008. في عام 2010، نفذت الولايات المتحدة قانون فاتكا؛ الذي كان يتطلب من الشركات المالية حول العالم تقديم تقارير عن الحسابات التي يملكها المواطنون الأمريكيون إلى دائرة الإيرادات الداخلية.
نددت وزيرة الخارجية السابقة ومرشحة الحزب الديمقراطي للرئاسة هيلاري كلينتون بـ"الملاذات الضريبية والثغرات القانونية الصارخة ... في بنما وأماكن أخرى". وأضافت كلينتون أن "بعض هذا السلوك يعد بوضوح ضد القانون، ويجب محاسبة كل من ينتهك القانون في أي مكان". وعدت كلينتون قائلة: "نحن نلاحق كل هذه الحيل ونضمن أن يدفع الجميع حصتهم العادلة هنا في أمريكا."
من جهة أخرى، رفضت الولايات المتحدة المعيار المشترك للإبلاغ الذي وضعته منظمة التعاون الاقتصادي والتنمية، إلى جانب فانواتو والبحرين. وهذا يعني أن الولايات المتحدة تتلقى معلومات عن الضرائب والأصول الخاصة بالأمريكيين في الخارج، لكنها لا تشارك المعلومات حول ما يحدث في الولايات المتحدة مع الدول الأخرى، وبالتالي أصبحت جذابة كملاذ ضريبي.

#### اتفاقية التجارة الحرة مع بنما
اتفاقية تعزيز التجارة البنمية الأمريكية، التي دعمها كل من أوباما وكلينتون، تم اتهامها بتسهيل الممارسات التي تم تفصيلها في وثائق بنما من خلال الإشراف التنظيمي. ومع ذلك، قال أحد المسؤولين في إدارة أوباما إن هذه الحجة "لا أساس لها". يقول جون كاسيدي من ذا نيو يوركر إن اتفاقية التجارة الحرة مع بنما فرضت في الواقع على بنما تقديم معلومات للسلطات التنظيمية الأمريكية حول "ملكية الشركات والشراكات والصناديق، والأموال، والأشخاص الآخرين".
مستشهدًا برسائل دبلوماسية مسربة، تكهن كريس ماثيوز بأن أوباما وكلينتون ربما دعما الاتفاق بعد معارضتهما له أثناء حملتهما الانتخابية من أجل الحصول على دعم بنما للجهود الأمريكية ضد تهريب المخدرات. على أي حال، يشير إلى أنه في حين أن الاتفاق قد ألغى القيود على تحويل الأموال بين الولايات المتحدة وبنما، أصرت إدارة أوباما على أن الموقعين على الاتفاق يجب أن يوقعوا أولاً اتفاقية تبادل المعلومات الضريبية، التي سهلت تبادل المعلومات الضريبية بين البلدين.

#### بعد التسريب
تناول الرئيس أوباما الشركات الوهمية التي ظهرت في التسريب في مؤتمر صحفي قائلاً: "ليس لأنهم يخالفون القوانين"، وأضاف "إنما لأن القوانين سيئة جدًا لدرجة أنها تسمح للناس، إذا كان لديهم محامون ومحاسبون كافون، بالتملص من المسؤوليات التي يجب على المواطنين العاديين الالتزام بها". على الرغم من عدم ذكر أي زعيم أمريكي في وثائق بنما، قال أوباما: "بصراحة، الناس في أمريكا يستفيدون من نفس الأمور".

طلب كل من السيناتور شيرود براون وإليزابيث وارن من وزارة الخزانة التحقيق في أي شركات أمريكية تظهر في التسريبات، وقد قدم أعضاء من مجلس النواب لولاية نيويورك (الديمقراطي كارولين مالوني – والجمهوري بيتر كينغ) مشروع قانون بعنوان قانون الشفافية في تأسيس الشركات ومساعدة إنفاذ القانون، الذي كان يهدف إلى:
...ضمان أن الأشخاص الذين يؤسسون الشركات أو الشركات ذات المسؤولية المحدودة في الولايات المتحدة يكشفون عن المالكين الفعليين لتلك الشركات أو الشركات ذات المسؤولية المحدودة، من أجل منع المجرمين من استغلال الشركات الأمريكية والشركات ذات المسؤولية المحدودة لتحقيق مكاسب غير قانونية، وللمساعدة في اكتشاف ومنع ومعاقبة الإرهاب وغسل الأموال وغيرها من السلوكيات غير القانونية التي تشمل الشركات والشركات ذات المسؤولية المحدودة في الولايات المتحدة، ولأغراض أخرى.
وفقًا لفير أوبزرفر: "يحتوي القانون على العديد من الاستثناءات المعقولة، بما في ذلك الشركات العامة (التي لديها بالفعل سجلات للمالكين الفعليين)؛ والكنائس والمنظمات غير الربحية الأخرى؛ وأصحاب الأعمال الذين لديهم أكثر من 20 موظفًا، وإيرادات سنوية تزيد عن 5 ملايين دولار، وحضور فعلي مثل مكتب". ومع ذلك، واجه المشروع مقاومة من الرابطة الوطنية لسرية وزراء الدولة، الذين كانوا قلقين بشأن فقدان الإيرادات الضريبية وعبء التنظيم. كما دعت الرابطة إلى استخدام "الحلول الحالية" لمكافحة القضية، قائلة إن "التشريع الفيدرالي لن ينجح".
شهد يورغن موساك تحت القسم أن شركة M.F. Corporate Services (نيفادا) المحدودة لم يكن لها علاقة بشركة موساك فونسيكا البنمية، ولكن تُظهر وثائق بنما أنها كانت في الواقع شركة تابعة مملوكة بالكامل وحاولت إخفاء العلاقة، وأمرت بحذف الرسائل الإلكترونية وآثار الكمبيوتر الأخرى. كانت الشركة تحارب أمرًا يقضي بتسليم تفاصيل 123 شركة وهمية أنشأها أحد شركاء الرئيس الأرجنتيني السابق.
فتح المدعي العام في مانهاتن، بريت بهارارا، تحقيقًا جنائيًا يتعلق بالأمور المرتبطة بوثائق بنما، وأرسل رسالة في 3 أبريل إلى الاتحاد الدولي للصحفيين الاستقصائيين (ICIJ) قائلاً إن مكتبه "سيكون ممتنًا جدًا إذا أتيحت له الفرصة للتحدث في أقرب وقت ممكن". تلقى الاتحاد الدولي للصحفيين الاستقصائيين العديد من هذه الطلبات من دول مختلفة، وقال مدير الاتحاد جيرارد رايل إن سياسته هي عدم تسليم أي مواد.

#### الأمريكيون
وجدت مكلاتشي، وهي الوحيدة من وسائل الإعلام الأمريكية المشاركة في التحقيق، أربعة أمريكيين يمتلكون شركات وهمية في الوثائق. وكان قد تم اتهامهم أو إدانتهم سابقًا بجرائم مالية مثل الاحتيال أو التهرب الضريبي. تم اقتراح ثلاثة أسباب لتفسير قلة الأمريكيين في التسريبات:
- يمكن إنشاء الشركات الوهمية في الولايات المتحدة.
- تميل البنوك الدولية الكبرى في أمريكا إلى استخدام حسابات في جزر كايمان بدلاً من ذلك.
- القوانين الأمريكية مثل فاتكا (FATCA) واتفاقيات تبادل المعلومات الضريبية (TIEAs) لعام 2010 قد جعلت "لعبة التهرب الضريبي [مبدئيًا] منتهية للمواطنين الأمريكيين".

عند سؤاله عن قلة الأفراد الأمريكيين في الوثائق، قال المحرر في زود دويتشه تسايتونج، ستيفان بلوشينغر، عبر تويتر: "انتظر فقط ما سيأتي لاحقًا." ووضح بلوشينغر لاحقًا أنه كان يدعو فقط إلى عدم القفز إلى الاستنتاجات.
طلبت إدارة الخدمات المالية في نيويورك من 13 بنكًا أجنبيًا، بما في ذلك دويتشه بنك، كريدي سويس، البنك التجاري الألماني، ايه بي ان امرو وسوسيتيه جنرال، معلومات حول تعاملاتهم مع موساك فونسيكا. البنوك ليست متهمة بأي مخالفات ولكن يجب عليها تقديم سجلات المكالمات الهاتفية وسجلات المعاملات الأخرى بين فروعها في نيويورك وشركة المحاماة.
تم اكتشاف نسخ من 200 جواز سفر أمريكي على الأقل - مما يشير إلى أن مالكيها تقدموا للحصول على خدمات مصرفية - في الوثائق، ولكن لم يتم ذكر أي سياسيين أمريكيين حتى الآن في التسريبات.
ومع ذلك، تم ذكر أسماء عدد من الأمريكيين:
- الفنان البورتوريكي رامون لويس أيايلا، المعروف باسم دادي يانكي، يظهر في الوثائق المسربة.[149]
- الرئيس التنفيذي والرئيس السابق لسيتي بنك (1998-2006) سانفورد وايل يظهر في الوثائق كمساهم وحيد في شركة "أبريل فاول"، وهي شركة مقرها في جزر العذراء البريطانية والتي كانت تدير يختًا بنفس الاسم بين 2001-2005. تشمل شركة وايل الثانية، برايتاو، مستثمرين صينيين وأمريكيين وتمتلك أسهمًا في شركة التأمين وإدارة المخاطر الصينية "مينغيا إنشورانس بروكرز".
- جيري سلوسر، جامع التبرعات للحزب الجمهوري وميت رومني، قال في البداية إنه لا يتذكر فتح شركة خارجية، لكنه اتصل بمحاميه وقال إن الأمر كان يتعلق باستثمار في هونغ كونغ والذي أظهر في النهاية خسارة. ورفض تقديم مزيد من التفاصيل.[150]
- العديد من المتبرعين لمؤسسة كلينتون، بما في ذلك العديد من المواطنين الأجانب.[151][152][153]

### فنزويلا
تم القبض على جوسميل فيلاسكيز، شقيق أحد المسؤولين الأمنيين في عهد الراحل هوغو تشافيز، في 15 أبريل أثناء محاولته مغادرة البلاد بسبب شركة خارجية كشف عنها "أوراق بنما". تم أيضًا القبض على والدته أميليس فيغويروا، لكن تم السماح لها بالعودة إلى منزلها بسبب حالتها الصحية. أفاد موقع الأخبار الفنزويلي Armando.info أن شقيق جوسميل، أدريان، وهو مساعد سابق للرئيس الراحل هوغو تشافيز، قد فتح شركة وهمية عبر موساك فونسيكا في جمهورية سيشل بإيداع قدره 50,000 دولار. استند تقريرهم إلى الوثائق المسربة من شركة المحاماة البنمية موساك فونسيكا. تم اتهام فيلاسكيز في 20 أبريل.

## ويكيليكس
دعا الصحفي الاستقصائي الآيسلندي والمتحدث باسم ويكيليكس كريستين هارفنسون إلى نشر "أوراق بنما" بالكامل عبر الإنترنت. وقال هرافنسون، الذي عمل في تسرب البرقيات الدبلوماسية للولايات المتحدة في 2010، إن حجب الوثائق أمر مفهوم لزيادة التأثير، ولكنه أضاف أنه في النهاية يجب نشر الأوراق بالكامل لتكون متاحة للجمهور. تم تعزيز تعليقات هارفنسون بتغريدة من ويكيليكس انتقدت عدم السماح بالوصول الكامل والشفاف إلى "أوراق بنما"، حيث قالت: "إذا قمت بحجب أكثر من 99% من الوثائق، فأنت تمارس صحافة 1% فقط حسب التعريف". تم انتقاد موقف ويكيليكس، حيث تم القول أن قرار الكشف عن الوثائق دفعة واحدة لم يكن الخيار الصحيح من منظور "أخلاقيات الصحافة". كما جادلت ويكيليكس عبر تغريدة بأن العلاقة بين الاتحاد الدولي للمحققين الصحفيين والحكومة الأمريكية قد تقوض نزاهة التسريب؛ وقد تم انتقاد هذا الموقف أيضًا باعتباره نظرية "يحبها فلاديمير بوتين".

## انظر ايضًا
- وثائق بنما

## وصلات خارجية
- الموقع الرسمي